# Arbinas
Arbinas, Erbinas o Erbbina era un gobernante licio que gobernó alrededor de los años 430/420 a 400 a. C., sometido al Imperio Aqueménida. Es famoso por su tumba, el Monumento de las Nereidas, que se exhibe en el Museo Británico. La numismática parece indicar que gobernó en la parte occidental de Licia, alrededor de Telmeso, mientras que su tumba está en Janto.
Era hijo del anterior rey licio, llamado Kheriga. En sus inscripciones, Erbinas se describe como un tirano, y como «el hombre que gobierna a los licios».
Parece que el reino de Licia comenzó a desintegrarse durante el gobierno de Arbinas, ya que numerosos gobernantes más pequeños comenzaron a acuñar monedas en Licia durante su reinado y después de él.

## Tumba
Su tumba monumental, el Monumento de las Nereidas, actualmente en el Museo Británico, fue la principal inspiración para el famoso Mausoleo de Halicarnaso. Usa el diseño de un templo griego, porque la construcción de una tumba era algo inaudito en la Grecia continental. Según Melanie Michailidis, a pesar de tener un «aspecto griego», el Monumento de las Nereidas y la Tumba de Payava se construyeron de acuerdo con criterios del zoroastrismo: fueron construidos con piedra fina, levantada sobre zócalos, y con cámaras simples sin ventana».

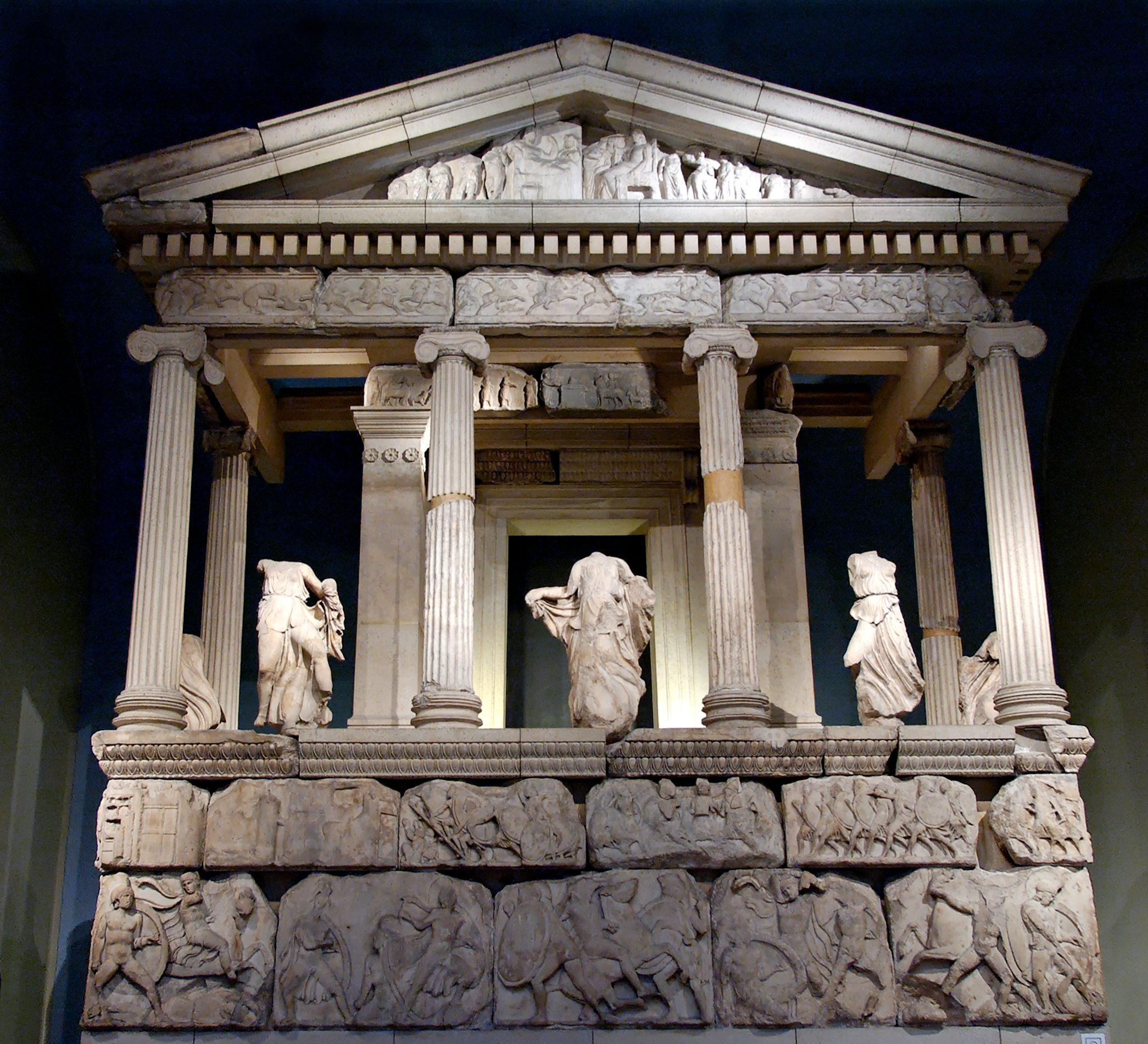
Se cree que el Monumento de las Nereidas es la tumba de Arbinas. Museo Británico.
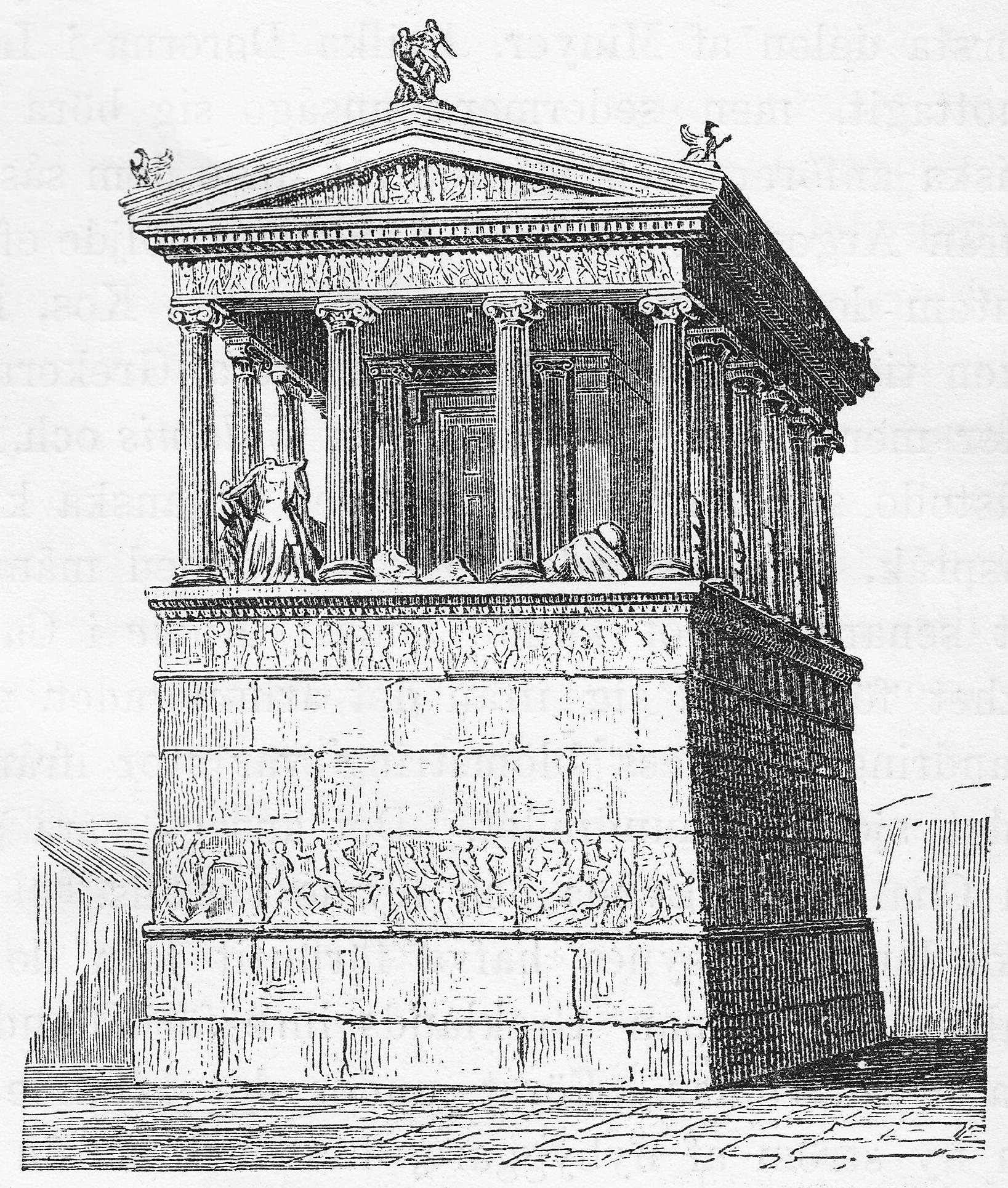
Reconstrucción del sepulcro original de Erbinas.
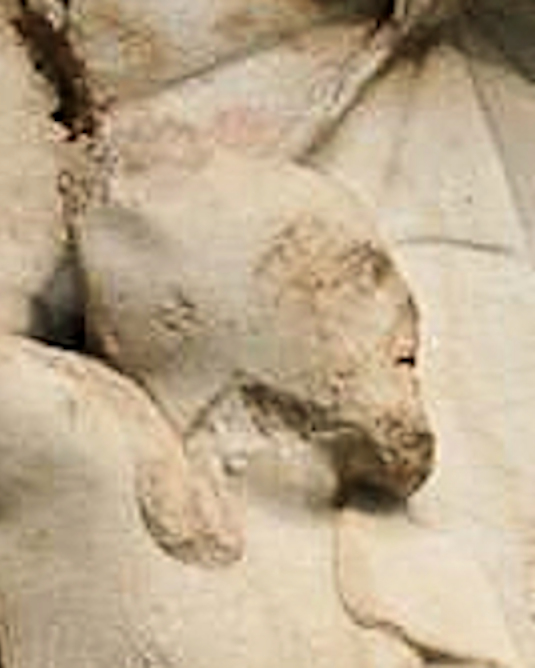
Retrato de Arbinas, con gorra persa. Monumento de las Nereidas.
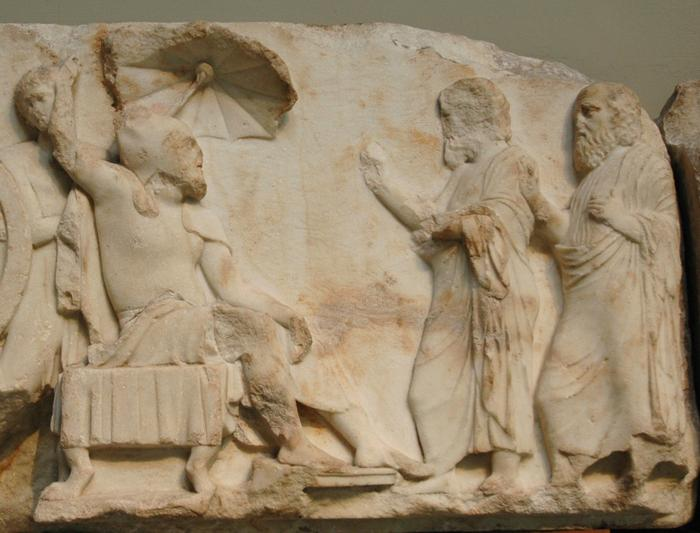
AArbinas, en traje persa, recibe emisarios. Monumento de las Nereidas.

## Monedas

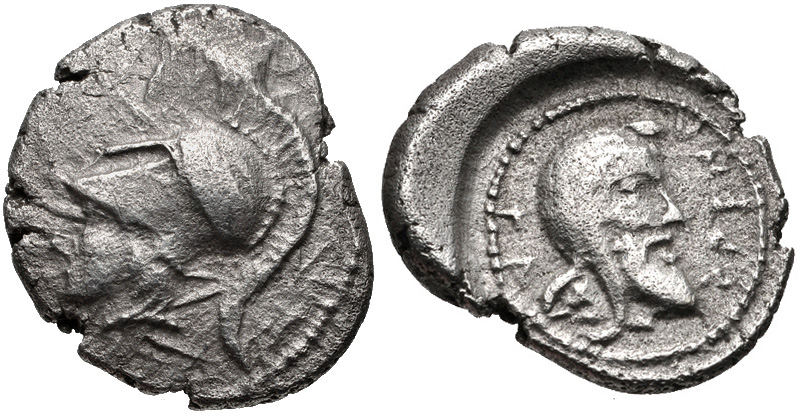
Moneda del Rey Arbinas, luciendo la gorra persa en el reverso. Hacia 430/20-400 a. C.
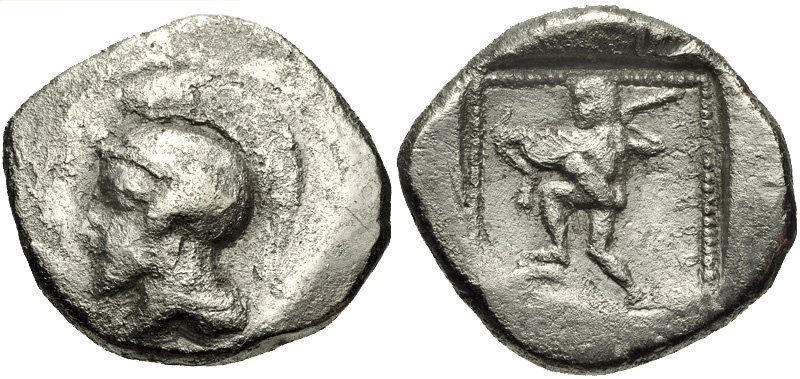
Moneda del Rey Arbinas. Atenea y Heracles a cada lado. Hacia 430/20-400 a. C.
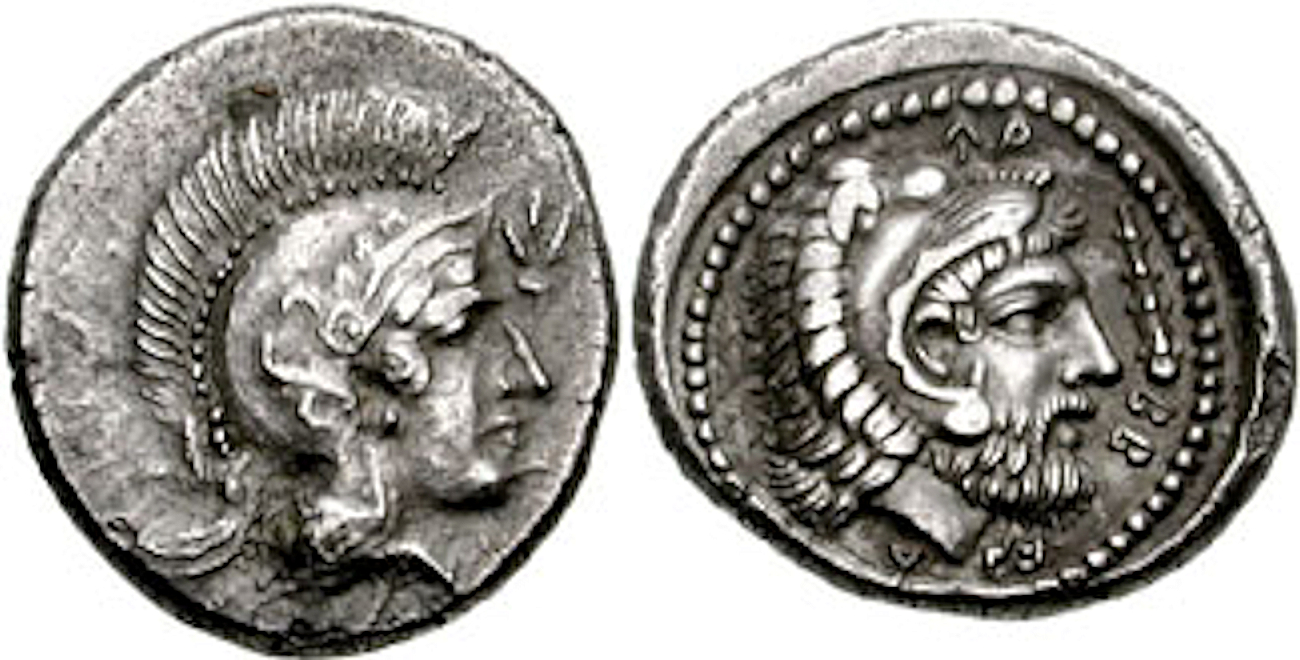
Moneda del Rey Arbinas. Atenea y Heracles.